# Seznam sovjetskih letalskih asov španske državljanske vojne
Seznam sovjetskih letalskih asov španske državljanske vojne.

## B
Vladimir Ivanovič Bobrov - 

## D
Stepan Pavlovič Danilov - 
Sergej Prokofjevič Denisov -

## G
Sergej Ivanovič Gricevec - 
Anton Aleksejevič Gubenko -

## J
Ivan Trofimovič Jerjomenko -

## K
Viktor P. Kustov - 

## L
Ivan Aleksejevič Lakejev - 

## N
Vasilij Mihajlovič Najdjenko - 

## R
Pavel Vasiljevič Ričagov - 

## S
Anatolij Konstantinovič Serov - 
Stjepan Pavlovič Suprun - 

## T
Boris Aleksandrovič Turžanski -

## Z
Georgij Nefedovič Zaharov - 
Aleksander Andrejevič Zajcev - 

## Ž
Nikolaj Prokofjevič Žerdev - 